# Bella-Vista-Brücke

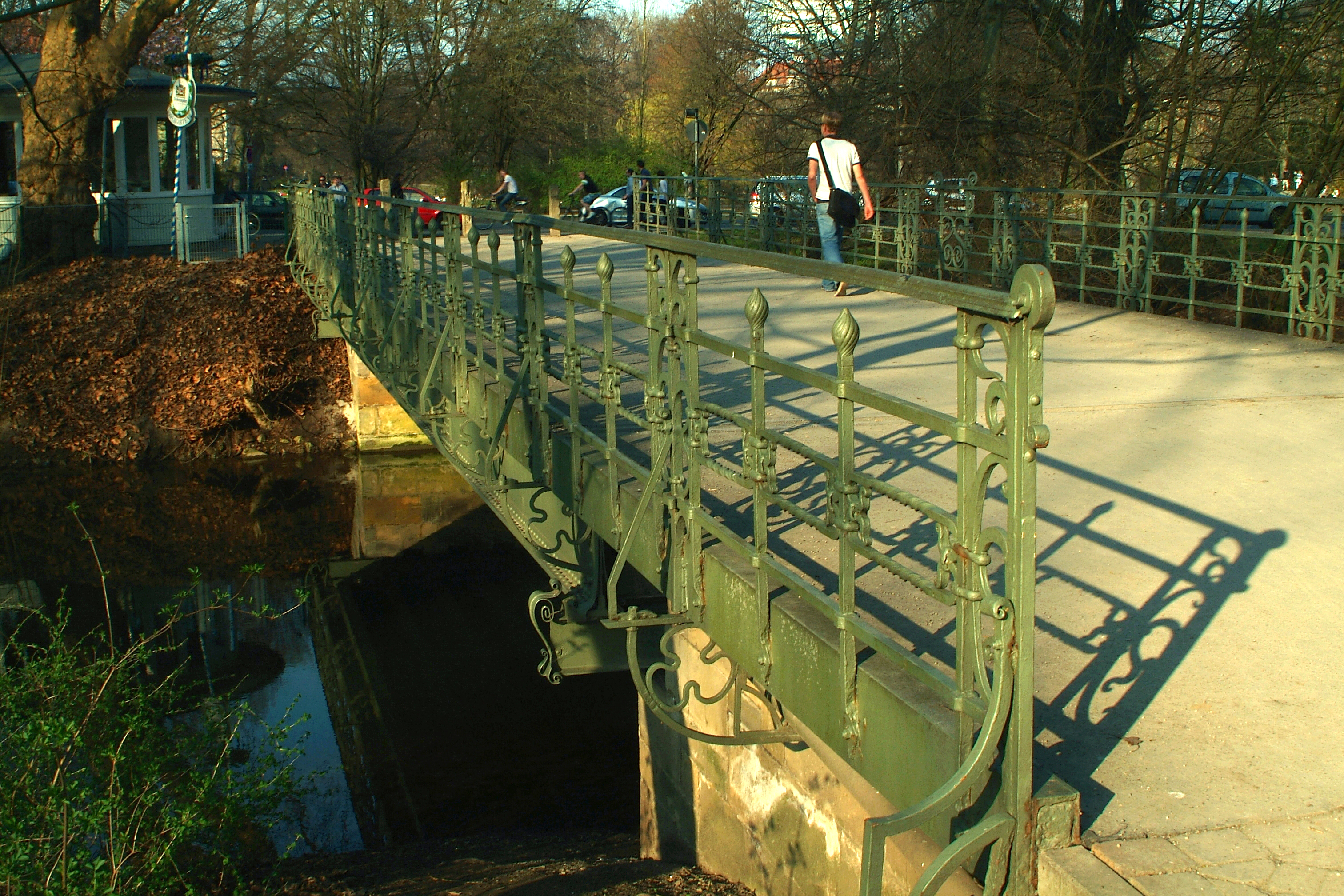
Blick von der Ecke Bella Vista in Richtung Maschpark

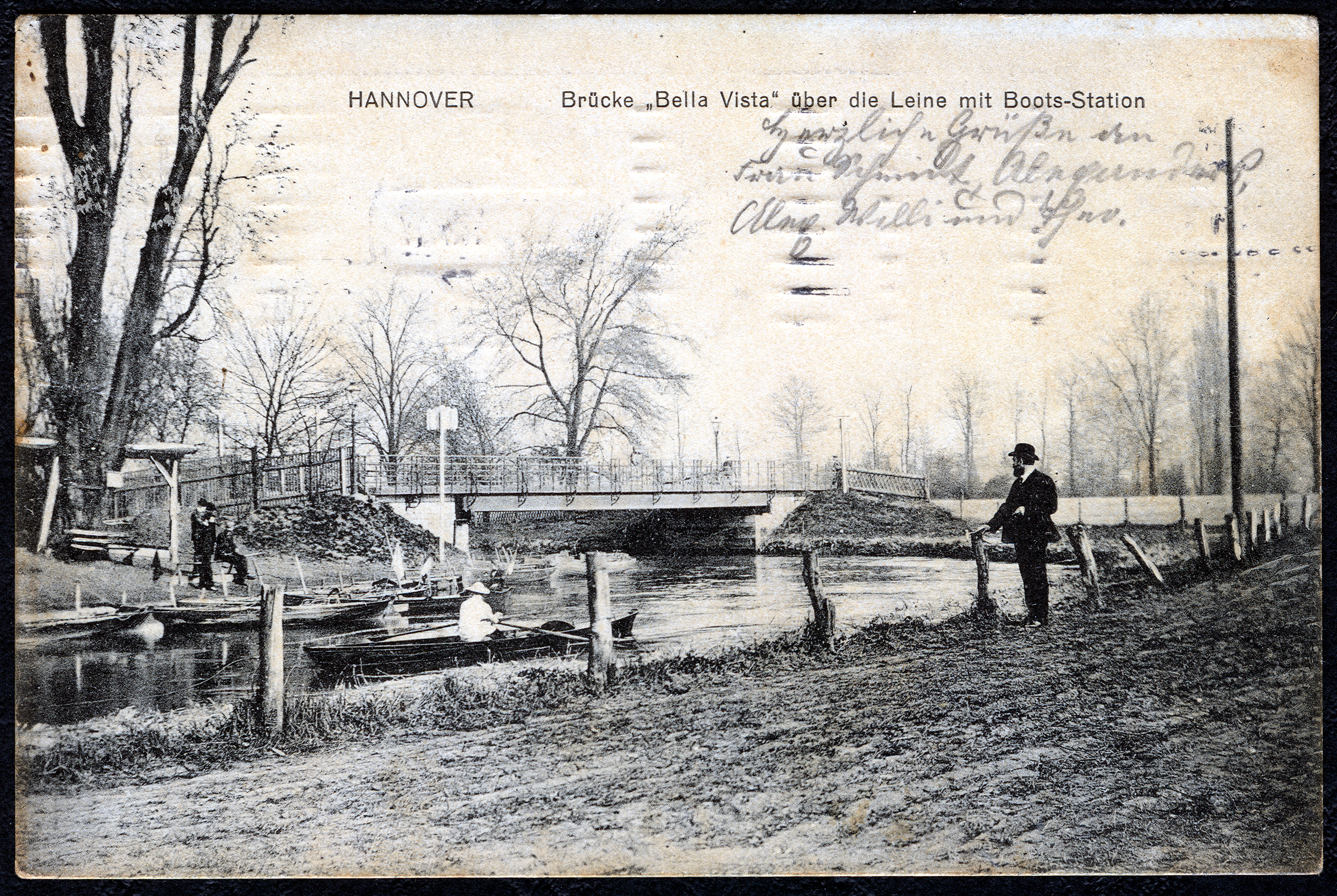
Um 1905: Brücke Bella Vista über die Leine mit Boots-Station; Ansichtskarte No. 1461 der Norddeutschen Papier-Industrie

Die Bella-Vista-Brücke (auch: Leinebrücke Bella Vista) in Hannover quert die Leine zwischen der Culemannstraße am Maschpark und dem Biergarten Loretta’s und dem Arthur-Menge-Ufer am Maschsee.

## Geschichte
Die Stahl-/Stahlbetonbrücke mit ihrem schmiedeeisernen Geländer wurde 1902 errichtet. Sie führte ursprünglich zu dem zuvor 1824 durch Georg Ludwig Friedrich Laves errichteten Gartenhaus Bella Vista (nicht erhalten) des Kammerdirektors Kaspar Detlev von Schulte, dessen Anwesen später in die Projektierung des Maschparks durch Julius Trip einbezogen worden war.
Über die Brücke führt der „wohl um 1870 entstanden[e]“ Schützenhausweg, der erst 1905 seinen heutigen Namen erhielt und zu dem ebenfalls von Laves erbauten Schützenhaus führte, das später durch die Luftangriffe auf Hannover zerstört wurde und dessen Platz heute die HDI-Arena einnimmt.
Bereits kurz nach dem Bau der „Brücke Bella Vista“ existierte um 1905 eine „Boots-Station“ direkt vor der Brücke. 1948 besaßen sowohl die Faltbootabteilung des Turn-Klubbs zu Hannover als auch die Wasser-Wanderer-Gemeinschaft (WWG), die sich dann zur Kanu-Sportgemeinschaft Hannover (KSH), vereinigten, ein Bootshaus an der Bella-Vista-Brücke. Das letzte Bootshaus an der Brücke wurde 1956 zugunsten des Bootshauses des Hannoverschen Kanu-Clubs von 1921 am Maschsee aufgegeben.